# Michael Mifsud
Michael Mifsud (Pietà, 1981. április 17.) máltai labdarúgó csatár poszton játszik.
Tagja a máltai labdarúgó-válogatottnak, korábban a Sliema Wanderers, a Kaiserslautern és a Lillestrøm játékosa volt. 2001-ben és 2003-ban az Év máltai sportolójának választották meg.
A legjelentősebb tulajdonsága a gyorsasága, amely kétségtelenül a fizikuma idéz elő; viszont csupán 165 cm magas. Valószínűleg ő az egyik legkiemelkedőbb máltai játékos. Hasznos tagja volt a máltaiaknak a történelmi győzelmük során, amelyet Magyarország ellen értek el a 2008-as labdarúgó-Európa-bajnokság selejtezőjében.
Michael Mifsud a Coventry City exvezetőedzőjénél, Micky Adamsnél vált a csapat tagjává, amikor Norvégiában volt új csatárt keresni. Balszerencse Mifsud számára, hogy Adamset kirúgták két nappal azután, hogy megvásárolták őt. Mifsud a Coventry Cityben a Plymouth ellen mutatkozott be egy Coca Cola Championship mérkőzésen.

## Pályafutása
A Sliema Wanderersben nevelkedett, és az 1997-98-as szezonban mutatkozott be, amikor hét alkalommal szerepelt a csapatban és egy gólt szerzett. A következő idényben az első csapat keretének tagjává vált, 22 mérkőzésen nyolc találatig jutott. Két sikeres szezon következett, 1999–2000-ben 21 találatot jegyzett 26 fellépésen, és 30 gólig jutott mindössze 25 találkozón a következő idényben.
A formájának köszönhetően meghívták a nemzeti csapatba, és az első mérkőzését a Josip Ilić irányította máltai labdarúgó-válogatottban 2000. február 10-én játszotta Albánia ellen Ta' Qaliban a Nemzeti Stadionban. Felfigyelt rá az akkor még Bundesliga-csapat Kaiserslautern, és szerződtették 2001 nyarán. Állandó gólszerző lett az amatőr ligás B-csapatban, és néhányszor csereként pályára lépett az első csapatban is a Bundesligában, ahol 2 gólt lőtt.
Azt remélte, hogy állandósítja a helyét az első számú együttesben, de 2004 telén elengedték a Sliema Wanderershez, hogy segítsen megvédeni a máltai bajnoki címet. Ugyanannak az évnek a nyarán megvásárolta a norvég Tippeligaenben szereplő Lillestrøm, ahol megválasztották a bajnokság legjobb külföldi játékosának. Ő volt a klub legeredményesebb góllövője a 2006-os idényben 19 mérkőzésen szerzett 11 góljával.
2006. november 5-én a norvég bajnokság utolsó napján bevallotta azt, hogy szeretne átmenni egy az egyik európai topligába. Az előző nyáron a Lillestrøm visszautasította a Coventry City Mifsud iránti ajánlatát, annak ellenére, hogy tudták azt, hogy a csatár 2007 januárjában ingyen távozhat, mivel a szerződése decemberben lejár.
Visszautasította a szerződése megújítását a Lillestrømnél, hogy megvalósíthatsa az egyik európai élbajnokságban szereplő csapathoz igazolását. A Coventry City mellett a Premier League-ben szereplő Watford és Sheffield United, valamint a Championshipben szereplő Leeds United is érdeklődött iránta, hogy szerződtesse a szerződése lejártakor.
2007. január 10-én Mifsud két és fél éves szerződést írt alá a Coventry Cityvel. 2007. január 22-én megszerezte az első gólját a Coventryben, amikor a Plymouth Argyle elleni idegenbeli mérkőzésen csereként lépett pályára. A következő találatát a Barnsley 4–1-es legyőzésekor lőtte. A Burnley ellen is gólt szerzett a Turf Moorban 2007. május 6-án.
2007. szeptember 26-án az Angol Ligakupa 3. fordulójában két gólt szerzett a Coventry váratlan, 2–0-s győzelmekor a Premier League bajnoka, a Manchester United ellen az Old Traffordon. A La Gazzetta dello Sport a mérkőzés után a Il Messi Di Malta becenevet adta neki.
Ezután a siker után folytatódott a kitűnő forma. Hasznos tagja volt a Coventry Charlton Athletic elleni döntetlenje során szeptember 29-én, ahol a harmadik gólját lőtte két mérkőzés alatt. Október 2-án a Coventry biztos, 3–1-es győzelmet aratott a Blackpool FC felett, a második találat szerzője Mifsud volt. Ugyanazon a találkozón Mifsud ellen szabálytalankodtak, és a javukra megítélt büntetőt Michael Doyle értékesítette. Ráadásul a Blackpool játékosának, Kaspars Gorkšsnak piros lapot mutattak fel a Dele Adebola elleni szabálytalanságért egy Mifsud átadást követően.
November 12-én Mifsudot kiállították a midlandsi derbi 11. percében a West Bromwich Albion ellen, miután lekönyökölte Carl Hoefkens arcát. December 4-én letöltötte a West Brom elleni 3 mérkőzéses eltiltását. Nagyszerűen sikerült a visszatérés számára, hiszen 2 góllal gyarapította találatai számát, és már 15 gólnál jár ebben a szezonban az égszínkékeknél.
2008. január 5-én két találatot szerzett az FA-kupában a Blackburn Rovers legyőzésekor az Ewood Parkban.

## Külső hivatkozások
- Michael Mifsud hivatalos honlapja
- Michael Mifsud pályafutásának statisztikái a Soccerbase oldalon (angolul)

- National Football Teams